# Celonites gariepensis
Celonites gariepensis är en stekelart som beskrevs av Friedrich W. Gess 1997. Celonites gariepensis ingår i släktet Celonites och familjen Masaridae. Inga underarter finns listade.